# Synchronsprecher

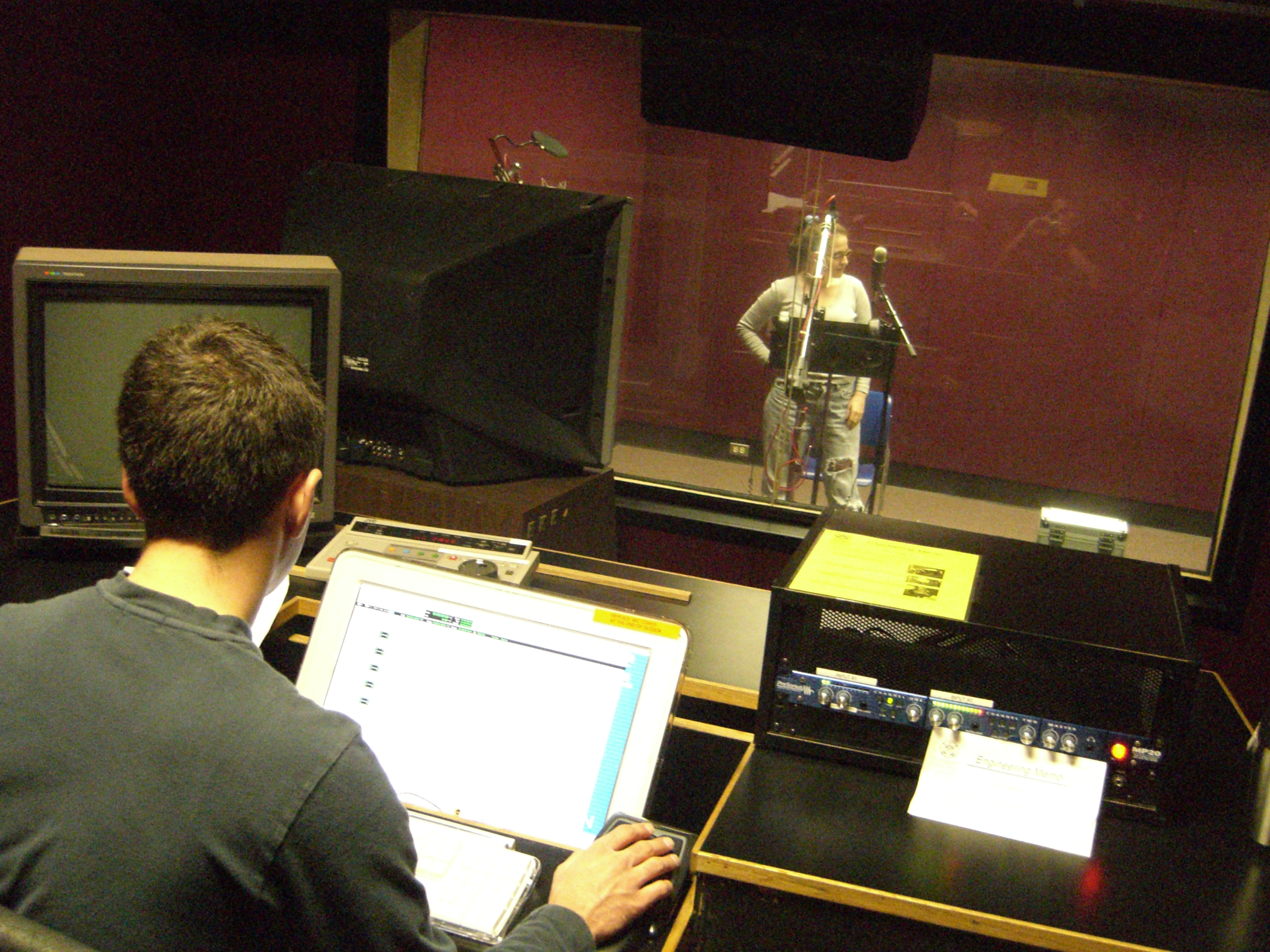
LipSyncRecording

Synchronsprecher, seltener „Synchronschauspieler“, sind zumeist Schauspieler, die als Sprecher ihre Stimme einsetzen, um fremdsprachige Filme in die Zielsprache zu übertragen (→Synchronisation) oder Filme, die naturgemäß keine Stimmen enthalten, zum Beispiel Zeichentrickfilme oder Computerspiele, mit Sprache zu versehen. Gelegentlich ist es auch in der Originalsprache nötig, einzelne Szenen nachzusynchronisieren, wenn beispielsweise in einer Supertotalen keine Möglichkeit besteht, die Tontechnik optimal zu postieren (siehe Automatic Dialogue Recording (ADR) oder Additional Dialogue Recording). Auch nicht-fremdsprachige Werbespots werden zumeist synchronisiert. Viele Synchronsprecher arbeiten freiberuflich.
Arnold Marquis – er synchronisierte unter anderem John Wayne, Robert Mitchum, Lino Ventura und Kirk Douglas – äußerte in einem Interview, es gebe den „reinen Synchronsprecher“ nicht. Diese eigentlich irreführende Berufsbezeichnung sei ihm einmal vom Finanzamt verpasst worden. Laut Dominik Freiberger müsse es eigentlich „Synchronschauspieler“ heißen.
In Einzelfällen wurde es für notwendig erachtet, Schauspieler auch in ihrer Muttersprache durch Kollegen nachsynchronisieren zu lassen. Udo Kier beispielsweise wurde seines starken rheinischen Akzents wegen in zahlreichen deutschen wie ausländischen Filmproduktionen synchronisiert. Andere Schauspieler – etwa Christopher Lee oder Herbert Lom – nahmen mitunter große Mühen auf sich, um fremdsprachliche Barrieren zu überbrücken und ihre Rollen auch in ihnen fremden Sprachen zu synchronisieren.
Die erste Synchronsprecherin der Filmgeschichte war die britische Schauspielerin Joan Barry, die 1929 in Alfred Hitchcocks Film Erpressung die tschechische Schauspielerin Anny Ondra synchronisierte, die damit zur ersten fremdsprachig synchronisierten Schauspielerin avancierte. Die Technik war noch recht einfach: Ondra bewegte die Lippen, Barry sprach außerhalb des Bildes den Text.

## Fremdsprachige Filme
Durch die Synchronisation in einer anderen Sprache können Menschen, denen das Verständnis der jeweiligen Originalsprache fehlt, auf natürliche Weise dem Geschehen (bzw. dessen Interpretation durch das Synchron-Personal) folgen. Für Leseschwache, die der Originalsprache nicht mächtig sind, ist die Synchronfassung unumgänglich.
Bei der Arbeit haben die Synchronsprecher sowohl auf Lippensynchronität (Lippenschluss) als auch auf den wirkungsvollen Ausdruck zu achten. Das Dialogbuch, das als Grundlage der Synchronfassung dient, orientiert sich in aller Regel an der Originalfassung, kann aber auch davon abweichen. Die Synchronsprecher haben dann die Aufgabe, die untergeschobene Aussage mit der filmischen Vorlage zu verbinden. Seltene Beispiele für eine (absichtlich) stark vom Original abweichende Synchronisation sind die Serie Die 2 mit Roger Moore und Tony Curtis oder zahlreiche Filme des Schauspielerduos Bud Spencer und Terence Hill, die erst in der deutschen Fassung („Schnodderdeutsch“) durch den Sprachwitz zu großen Erfolgen wurden – aus diesem Grund allerdings auch nur im deutschsprachigen Raum. Verantwortlich für die Synchronisation der eben genannten Beispiele war Rainer Brandt.
Die Arbeit der Synchronsprecher ist kaum vergleichbar mit der Arbeit am Set. Die Sprecher müssen die Authentizität des stimmlichen Ausdrucks bewahren, ohne ihren Körper einsetzen zu können. Starke Bewegungen sind vor dem Mikrofon zum Beispiel kaum möglich, weil sie zu Tonproblemen und Nebengeräuschen führen können. Schauspielerisches Können ist jedoch eine Grundvoraussetzung, deswegen sind auch viele deutschsprachige Schauspieler gleichzeitig vielbeschäftigte Synchronsprecher.
In bestimmten Fällen, zum Beispiel bei Dokumentarfilmen, ist eine Synchronfassung zu teuer oder führt zu nicht authentischen Ergebnissen. Bei Filmen mit einem kleineren Zielpublikum lohnt sich eine Synchronisation oft finanziell nicht. In diesen Fällen wird mit Untertiteln in der Zielsprache gearbeitet, die eine verkürzte Textfassung am unteren Rand einblendet (OmU – Originalfassung mit Untertiteln). Mitunter werden auch beide Varianten gemischt, so dass synchronisierte Szenen sich mit Untertiteln abwechseln.
Synchronsprecher und -studios sind in Deutschland überwiegend in Berlin und München ansässig, in geringerer Zahl auch in Hamburg, Köln, Stuttgart, Leipzig oder Offenbach am Main.

## Besonderheiten in einigen Ländern
In Hongkong, Japan und anderen asiatischen Ländern gibt es auch englische Synchronsprecher, die meistens für die internationale Vermarktung eines Filmes genutzt werden. Die Synchronsprecher in japanischen Zeichentrickfilmen werden – üblicherweise auch im Ausland – Seiyū genannt.
Auch in den Vereinigten Staaten, Frankreich, Italien, Spanien und anderen Ländern gibt es Synchronsprecher, in den Vereinigten Staaten jedoch meistens für Anime und Cartoons.
In den Niederlanden, Belgien, Schweden, Norwegen, Dänemark, Portugal und Südosteuropa werden Serien und Filme nicht synchronisiert, mit Ausnahme mancher Kindersendungen. In diesen Ländern bevorzugt man, auch aus Kostengründen, den Originalton mit Untertitel.
In Polen und Russland wurden besonders in den neunziger Jahren Filme meistens dadurch übersetzt, dass für alle Rollen ein und derselbe Sprecher die Übersetzung einsprach und dies nicht synchron, sondern in einer monotonen, kommentierenden Art, wobei der Originalton nicht vollständig ausgeblendet wurde.

## Synchronisierung von Werbespots
Auch Werbespots für Kino und Fernsehen werden meistens synchronisiert, selbst wenn sie nicht fremdsprachig sind. Häufig haben die Darsteller keine Sprechausbildung oder die Stimme passt aus Sicht des Produzenten nicht zur Person oder zum beworbenen Produkt. Selbst professionelle Schauspieler und Prominente, die gut sprechen können, synchronisieren sich für Werbespots manchmal selbst, weil eine später separat aufgenommene Stimme häufig direkter und klangvoller wirkt. Zudem kann man sich bei den Filmaufnahmen ausschließlich auf das Bild und bei der Synchronisierung voll und ganz auf die Stimme konzentrieren und gelangt schneller zu akzeptablen Ergebnissen. Gelegentlich steht auch zum Zeitpunkt der Filmaufnahme der endgültige Text noch nicht fest bzw. werden Textänderungen erst im Synchronstudio erarbeitet.

## Wiedererkennungswert und Prominenz
Bei Übersetzungen ist die Zuordnung von Schauspielern und Synchronsprechern häufig fest und hat einen hohen Wiedererkennungswert. Die Synchronsprecher selbst sind dagegen meistens unbekannt (und werden auch im Abspann von Serien und Filmen nur selten genannt).
Doch auch, wenn kaum jemand ihren Namen kennt, geht der Wiedererkennungswert ihrer Stimme mitunter so weit, dass er von Synchronautoren in ihre freie Übersetzung des Originaldrehbuchs eingebaut wird. So spielte beispielsweise das deutsche Dialogbuch einer Szene der Animationsserie SpongeBob Schwammkopf mit der markanten Synchronstimme des Mr. Krabs (Jürgen Kluckert), der dem deutschen Kinderpublikum insbesondere als Stimme des Benjamin Blümchen aus den gleichnamigen Hörspielen bekannt war. Darüber hinaus werden regelmäßig die deutschen Synchronsprecher bekannter Filmfiguren auch für Parodien eben jener Figuren eingesetzt, während es sich im Originalton um unterschiedliche Schauspieler handelt.
Im Gegensatz dazu genießen etwa in Japan viele Seiyū von Anime (japanischer Zeichentrick) Kultstatus.

## Ähnliche Tätigkeiten
- Ein Off-Sprecher ist eine Filmstimme ohne Schauspieler, die zusätzliche Erklärungen oder Erzählungen ergänzt.